# 170 141 183 460 469 231 731 687 303 715 884 105 727 (nombre)
 (septembre 2024).
Si vous disposez d'ouvrages ou d'articles de référence ou si vous connaissez des sites web de qualité traitant du thème abordé ici, merci de compléter l'article en donnant les références utiles à sa vérifiabilité et en les liant à la section « Notes et références ».
170 141 183 460 469 231 731 687 303 715 884 105 727 est un nombre premier, égal à 2127 – 1.

## Historique
C'est à Édouard Lucas que l'on accorde l'antériorité d'avoir montré, dès 1876, que ce nombre est premier, grâce au test de primalité de Lucas-Lehmer pour les nombres de Mersenne. Ce nombre resta le plus grand nombre premier connu jusqu'à la découverte, en 1951, de (2148 + 1)/17, qui est le plus grand nombre premier trouvé sans l'aide d'un ordinateur,.

## Propriétés
Ce nombre est le 12e nombre premier de Mersenne, le 4e nombre double de Mersenne premier et le 5e nombre de Catalan-Mersenne premier. 

## Représentation binaire
Ce nombre est le plus grand entier représentable en base 2 avec 127 chiffres : celui dont les 127 chiffres sont des 1, c'est-à-dire le répunit binaire R(2)
127. 
C'est également, en informatique, le plus grand nombre entier représentable sur 128 bits dans le cas d'une signature en représentation « complément à deux » (où le bit le plus à gauche distingue les nombres positifs des nombres négatifs), c'est-à-dire sur 16 octets. 
Dans la même représentation signée, le plus petit nombre entier est -170 141 183 460 469 231 731 687 303 715 884 105 728 = –2127.